# Robert La Caze
Robert La Caze   (8è districte de París, 26 de febrer de 1917 - Lo Canet, 1 de juliol de 2015) va ser un pilot de curses automobilístiques francès que va arribar a disputar curses de Fórmula 1.

## A la F1
Va debutar a l'onzena i última cursa de la temporada 1958 (la novena temporada de la història) del campionat del món de la Fórmula 1, disputant el 19 d'octubre del 1958 l'única edició de la història del GP del Marroc al Circuit d'Ain-Diab.
Robert La Caze va participar en una única cursa puntuable pel campionat de la F1, aconseguint finalitzar la prova en catorzè lloc (tercer de la F2) i no assolí cap punt per la classificació del campionat del món.

## Resultats a la Fórmula 1
| Any  | Equip          | Xassís | Motor  | 1   | 2   | 3   | 4   | 5   | 6   | 7   | 8   | 9   | 10  | 11     | Posició | Punts |
| ---- | -------------- | ------ | ------ | --- | --- | --- | --- | --- | --- | --- | --- | --- | --- | ------ | ------- | ----- |
| 1958 | Robert La Caze | Cooper | Climax | ARG | MON | HOL | 500 | BEL | FRA | GBR | ALE | POR | ITA | MAR 14 | -       | 0     |

### Resum
| Curses: | Victòries: | Pòdiums: | Poles: | Voltes ràpides: | Punts: |
| ------- | ---------- | -------- | ------ | --------------- | ------ |
| 1       | 0          | 0        | 0      | 0               | 0      |